# بطولة ويمبلدون 1921
قائمة ببطولات ويمبلدون لسنة 1921:

## فردي رجال
بيل تيلدن  براين نورتن . النتيجة: 4-6 2-6 6-1 6-0 7-5

## فردي سيدات
سوزان لنغلن هزمت  إليزابيث ريان. النتيجة: 6-2, 6-0